# Red Lick
Red Lick é uma cidade localizada no estado norte-americano do Texas, no Condado de Bowie.

## Demografia
Segundo o censo norte-americano de 2000, a sua população era de 853 habitantes.
Em 2006, foi estimada uma população de 880, um aumento de 27 (3.2%).

## Geografia
De acordo com o United States Census Bureau tem uma área de
5,0 km², dos quais 5,0 km² cobertos por terra e 0,0 km² cobertos por água.

## Localidades na vizinhança
O diagrama seguinte representa as localidades num raio de 12 km ao redor de Red Lick.